# Zamarada kala
Zamarada kala är en fjärilsart som beskrevs av Claude Herbulot 1975. Zamarada kala ingår i släktet Zamarada och familjen mätare. Inga underarter finns listade i Catalogue of Life.